# SN 1999ba
SN 1999ba – supernowa typu Ia odkryta 23 lutego 1999 roku w galaktyce A101919-0249. W momencie odkrycia miała maksymalną jasność 20,00m.